# Seabrook floodgate
De Inner Harbor Navigation Canal (IHNC) Seabrook Floodgate Structure of Seabrook Floodgate is een stormvloedkering in het Industrial Canal in New Orleans, Louisiana. De kering is ontworpen om het Industrial Canal en de omgeving te beschermen tegen een stormvloed van Lake Ponchartrain.
De kering maakt onderdeel uit van een uitgebreid stelsel van waterkeringen, waaronder ook de IHNC Lake Borgne Surge Barrier. De bouw is een direct gevolg van de verwoestende Orkaan Katrina.
De kering bestaat uit een sluis met aan weerszijden een kanaal met hefdeuren.

## Status
De stormvloedkering werd in augustus 2012 operationeel. In diezelfde maand werd de kering voor het eerst gesloten om de stad te beschermen tegen de stormvloed als gevolg van de orkaan Isaac.